# Midwest Airlines (Stati Uniti d'America)
Midwest Airlines (precedentemente Midwest Express) era una compagnia aerea con sede negli Stati Uniti e, per un breve periodo, un marchio operativo di Republic Airways Holdings con sede a Oak Creek, Wisconsin, operante presso l'Aeroporto Internazionale Generale Mitchell di Milwaukee. Il 13 aprile 2010, la casa madre Republic ha annunciato che la Midwest Airlines e la Frontier Airlines si sarebbero unite, con il marchio Midwest, scomparso alla fine del 2011.
Il volo finale della Midwest Airlines operò con un Boeing 717-200 e con personale di volo della Midwest Airlines sbarcato a Milwaukee il 2 novembre 2009. A partire dal 3 novembre 2009, la Midwest Airlines ha cessato di esistere come una compagnia aerea operativa effettiva (lasciando scadere il suo certificato di operatore aereo del Dipartimento dei Trasporti).